# باول هوغن
باول هوغن (بالإنجليزية: Paul T. Hogan) هو لاعب كرة قدم أمريكية أمريكي، ولد في 5 سبتمبر 1898 في أشتابولا في الولايات المتحدة، وتوفي في 13 أغسطس 1976 في لاس فيغاس في الولايات المتحدة.

## وصلات خارجية
- باول هوغن على موقع مرجع كرة القدم المحترفة.كوم (الإنجليزية)